# Askticka
Askticka (Perenniporia fraxinea) är en svampart som först beskrevs av Pierre Bulliard (v. 1742–1793), och fick sitt nu gällande namn av Leif Ryvarden 1978. Askticka ingår i släktet Perenniporia och familjen Polyporaceae.  Arten är reproducerande i Sverige. Inga underarter finns listade i Catalogue of Life.